# Bruno Biagini
Bruno Vittorio Biagini (Verona, 17 agosto 1910 – ...) è stato un calciatore e allenatore di calcio italiano, di ruolo attaccante.

## Carriera
Disputa tre stagioni in Serie A con Fiorentina e Sampierdarenese totalizzando 26 presenze e 3 gol. In carriera gioca anche dieci campionati in Serie B con Lucchese, Verona e Reggiana.
Intraprende anche la carriera da allenatore allenando la SPAL in Serie A nel 1954-1955.

## Palmarès

### Giocatore

#### Competizioni nazionali
- Serie B: 1

Lucchese: 1935-1936

### Allenatore

#### Competizioni nazionali
- Serie C: 1

Sambenedettese: 1955-1956